# Gestión de energía
La gestión de energía es el manejo, ya sea activo o pasivo, de la energía que usa un equipo de cómputo en un momento determinado. Es una de las nuevas estrategias para conservación de recursos que se han creado recientemente con el fin de disminuir el impacto ecológico del uso de nuestros ordenadores en nuestra vida cotidiana. Formando parte de los planes tecnológicos de sostenibilidad ecológica de Green IT.

## Historia
En los primeros días de la computación personal, con los sistemas operativos DOS y CP / M, no existía la gestión de energía. Las computadoras o usaban el 100 % de su potencia o estaban apagadas.
No fue hasta 1989 cuando Intel empezó a comercializar equipos con procesadores que permitían al procesador ralentizar, suspender o apagar ciertas partes del sistema con el fin de preservar y extender la vida útil de la batería.
El aumento de la importancia de la gestión de energía refleja de manera proporcional el incremento del número de equipos en uso, así como el uso tan extenso que se les da actualmente.
En 1993 se introdujo las recomendaciones Energy Star, con el fin de ayudar a consumir menos energía en todo tipo de equipos, desde frigoríficos hasta computadoras.

## Ventajas
La gestión de energía no implica limitar el uso de un equipo de cómputo, favoreciendo algunas estrategias para ahorrar energía mientras el equipo está en uso. Algunas de estas estrategias son: 
- El uso de programas de conservación de energía.
- El uso de las configuraciones de uso de energía presentes en casi todos los equipos móviles modernos.
- La disminución del brillo de la pantalla.